# Знищення безпілотників в Бейруті (2019)
Чиновники Лівану та "Хізболли" повідомили, що 25 серпня 2019 року о 14:30 за місцевим часом (23:30 GMT) два безпілотники врізалися в район Дахіе, Бейрут, Ліван. За даними ліванських чиновників, ізраїльські безпілотники атакували Бейрут; один врізався в дах медіа-центру "Хізболли", приблизно за 45 хвилин до того, як другий вибухнув у повітрі та пошкодив будівлю. "Хізбалла" заперечила вибух або замах на них. Це був перший подібний випадок між Ізраїлем та Ліваном після Ліванської війни 2006 року.

## Передумови
У липні 2019 року Ізраїль націлився на підтримувані Іраном бази народних мобілізаційних сил (ПМФ) в Іраку. Кілька іракських, іранських та ізраїльських чиновників приписували напади Ізраїлю, але Ізраїль спочатку не підтвердив і не заперечив його роль. Прем'єр-міністр Ізраїлю Беньямін Нетаньягу натякнув на відповідальність за напади 20 серпня 2019 року, заявивши, що "Іран ніде не застрахований". Ізраїль підтвердив відповідальність за авіаудари 22 серпня 2019 року, після чого було надано американське підтвердження. Старший науковий співробітник Ізраїльського інституту досліджень національної безпеки заявив, що майбутні вибори та вказівки на те, що США можуть розпочати переговори з Іраном, можуть бути причинами, через які Ізраїль "посилив тиск".

## Реакція
Debkafile, посилаючись на невідомі джерела, повідомляв, що Ізраїль націлився на медіа-центр, використовуючи ,можливо, був боєприпас IAI Harpy, і що атака була цілеспрямованою спробою вбивства. Ізраїльські військові заявили, що не коментують "іноземні звіти".
Лідер "Хізболли" Гасан Насралла назвав напад "місією самогубства" і оголосив, що над Ліваном будуть націлені інші ізраїльські безпілотники.
Рон Бен-Ісіхай повідомив для Ynet, що дрони були виготовлені іраном, або за їхніми моделями.
Амос Харел, пишучи для Гаарец, заявив, що атака була приписана Ізраїлю і пошкодила Іранський міксер, який використовується для виготовлення «паливних речовин, які можуть покращити продуктивність ракет двигуна та підвищити їх точність». The Guardian посилається на джерела, які говорять про те, що Ізраїль відправив безпілотники, щоб "зірвати зусилля" Хізболли "для пристосування передових систем наведення до рудиментарних ракет".

## Наслідки
Ізраїльські реактивні літаки здійснили польоти малою висотою над Сидоном, повідомляє Ліванське національне агентство новин. Лідер "Хізболли" Гасан Насралла заявив, що віднині буде збивати ізраїльські безпілотники над ліванським небом. Прем'єр-міністр Лівану Саад Харірі заявив, що безпілотники становили відкриту загрозу суверенітету країни.
За даними Ліванського національного інформаційного агентства, ізраїльські літаки наступного дня атакували базу PFLP-GC у Куаса.